# David Bowie in Bertolt Brecht's Baal
Baal är en EP av David Bowie som spelades in i studion Hansa Tonstudio, Berlin. Den släpptes i Tyskland i mars 1982.

## Låtlista
1. "Baal's Hymn" (Bertolt Brecht) - 4:00
2. "Remembering Marie A." (Brecht) - 2:06
3. "The Ballad of the Adventurers" (Brecht) - 2:00
4. "The Drowned Girl" (Brecht, Kurt Weill) - 2:26
5. "Dirty Song" (Brecht, Muldowney) - 0:37

## Producerades av
- Tony Visconti
- David Bowie